# Naturschutzgebiet Aschholter Becke

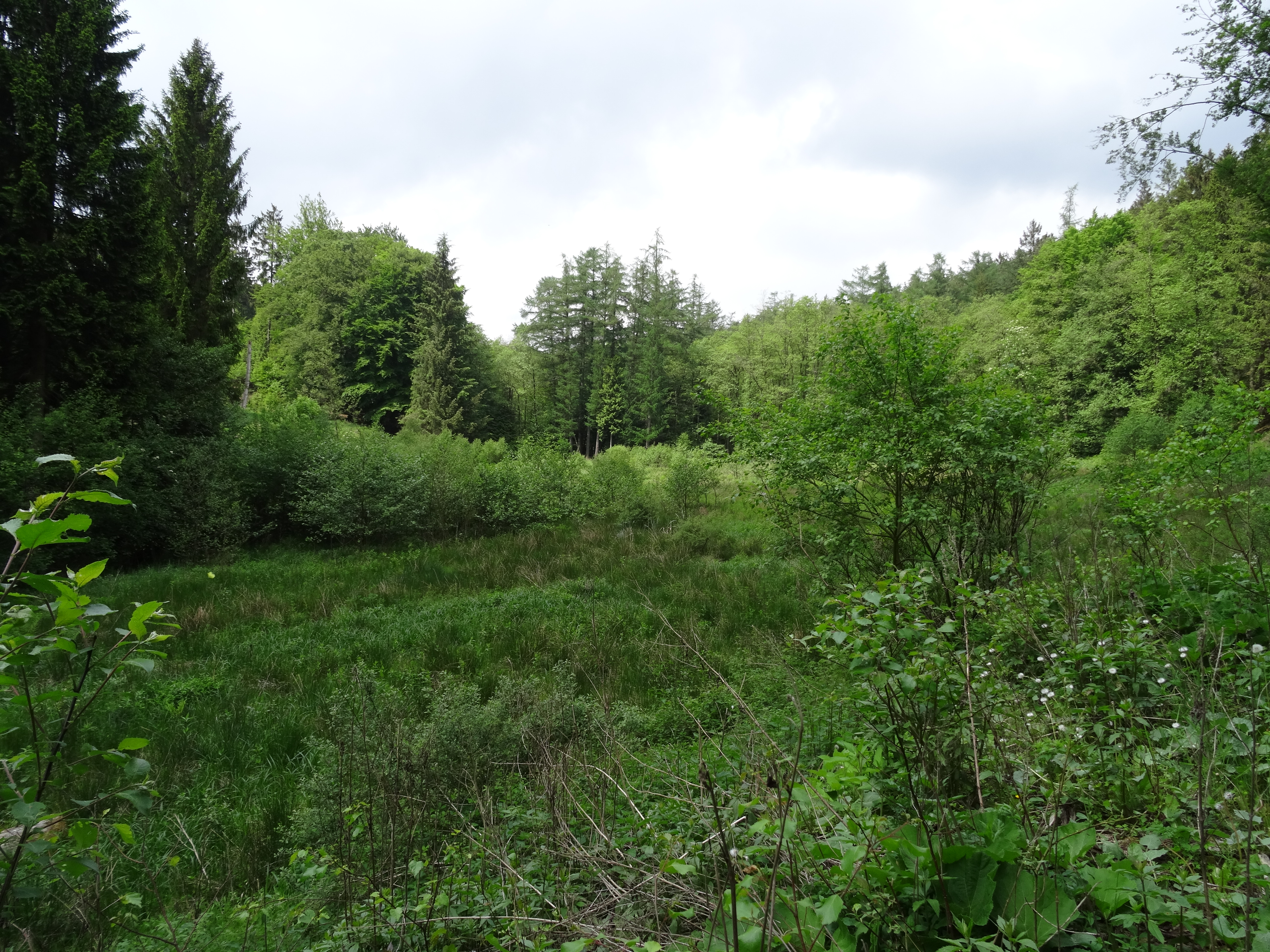
Blick ins Tal der Aschholter Becke

Das Naturschutzgebiet Aschholter Becke mit einer Größe von 7,7 ha lag im Arnsberger Wald nordwestlich von Eversberg im Stadtgebiet Meschede. Das Gebiet wurde 1994 mit dem Landschaftsplan Meschede durch den Hochsauerlandkreis als Naturschutzgebiet (NSG) ausgewiesen. Bei der Neuaufstellung des Landschaftsplanes Meschede wurde das NSG dann Teil vom Naturschutzgebiet Talsystem Kohlweder Bach.

## Gebietsbeschreibung
Beim NSG handelte es sich um die Quelle und naturnaher Bachverlauf der Aschholter Becke mit intaktem Erlen-Bruchwald. Im Bruchwald wachsen vorwiegend Roterlen. Im NSG kommen gefährdete Pflanzenarten vor. Das NSG-Gebiet wurde 1994 als wertvoller Biotopkomplex von lokaler Bedeutung eingestuft.

## Schutzzweck
Wie alle Naturschutzgebieten im Landschaftsplangebiet wurde das NSG „zur Erhaltung von Lebensgemeinschaften oder Lebensstätten bestimmter wildlebender Pflanzen und wildlebender Tierarten, aus wissenschaftlichen, naturgeschichtlichen, landeskundlichen oder erdgeschichtlichen Gründen oder wegen der Seltenheit, besonderen Eigenart oder hervorragenden Schönheit einer Fläche oder eines Landschaftsbestandteils“ als NSG ausgewiesen.
Zum Schutzzweck speziell des NSG führt der Landschaftsplan, neben den normalen Schutzzwecken für alle NSG im Landschaftsplangebiet, auf: „Erhaltung und Optimierung eines naturnahen Bachsiepens mit Feuchtwäldern als wertvoller Lebensraum für Pflanzen und Tiere; hohe strukturelle Vielfalt; Rote-Liste-Pflanzenarten; wertvoll für Amphibien; Gebiet fällt unter § 20 c BNatSchG; Optimierung durch Umbestockung der Fichtenbestände.“